# Glaphyra kojimai
Glaphyra kojimai är en skalbaggsart som först beskrevs av Masaki Matsushita 1939.  Glaphyra kojimai ingår i släktet Glaphyra och familjen långhorningar. Inga underarter finns listade i Catalogue of Life.